# Stora Sjötullen (Blockhusudden)

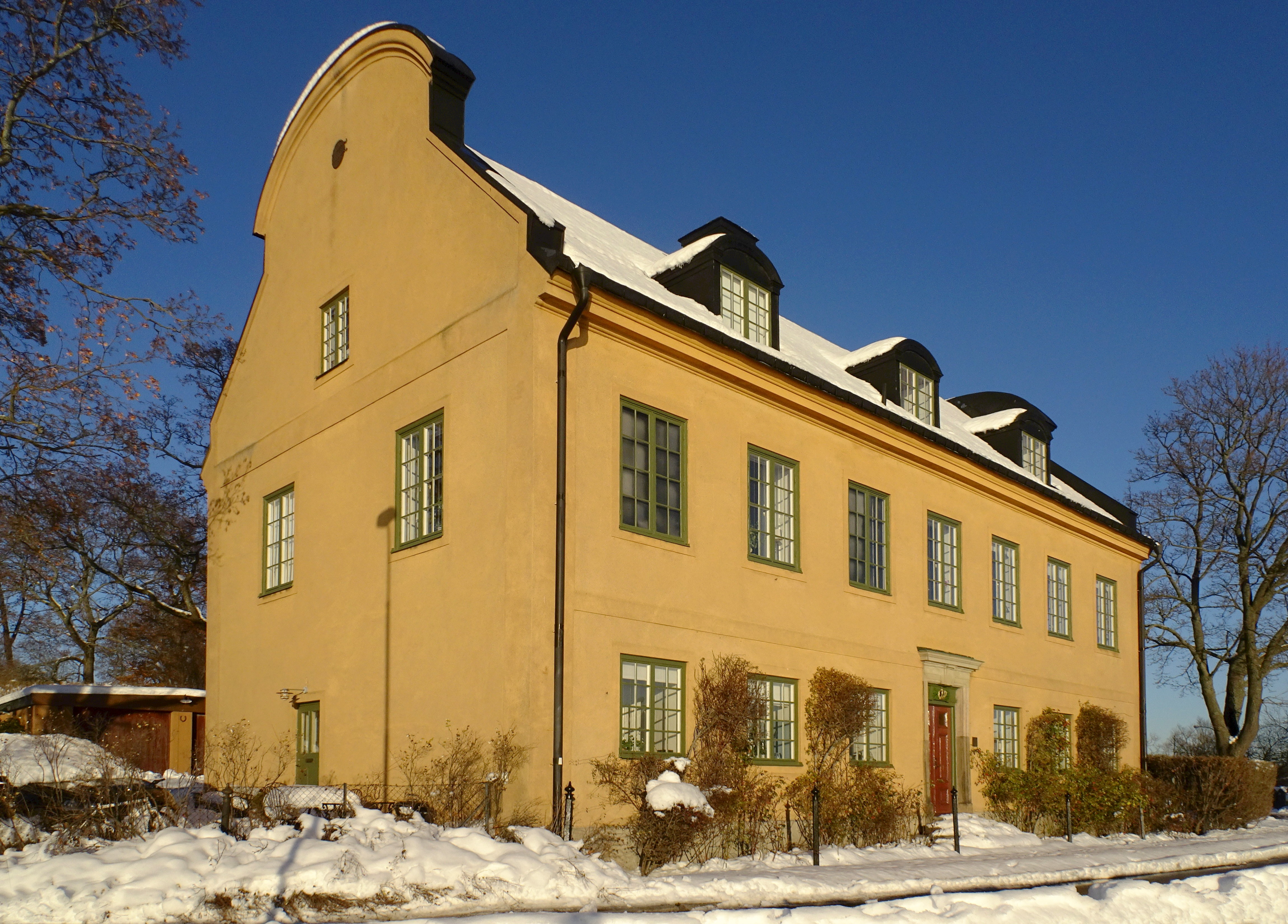
Stora Sjötullens byggnad, 2016.

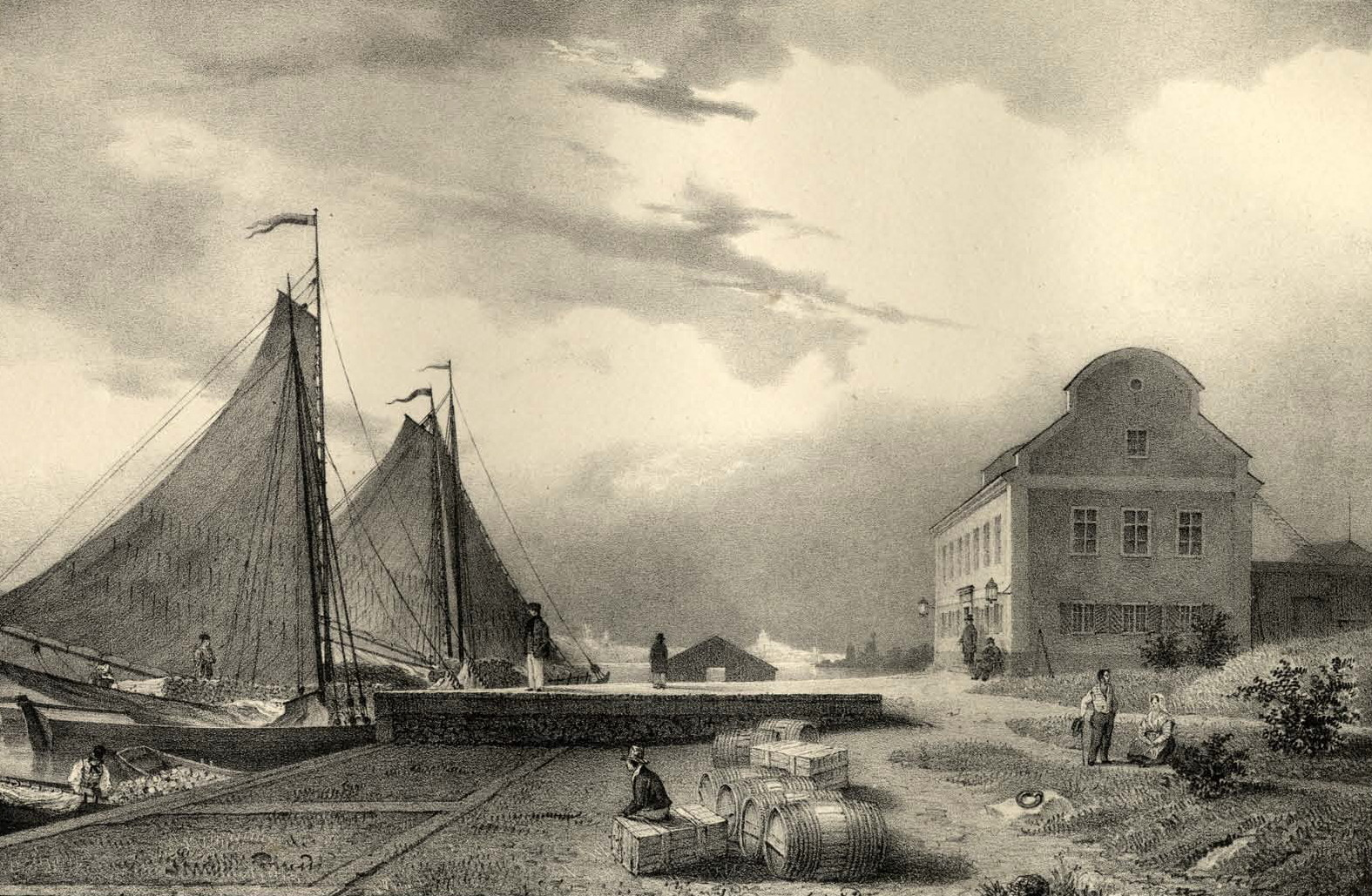
Stora Sjötullen, verksamhet 1834.

Stora Sjötullen, även känd som Blockhusuddstullen, ligger vid Blockhusudden på Södra Djurgården i Stockholm. Tullen, som var en så kallad sjölandtull, tog ut "bompeng" av sjötrafiken som kom från Stockholms skärgård. Den nämns första gången år 1623.
Stora Sjötullen på Blockhusudden bestod av en hel grupp av byggnader som bestod av "Stora Sjötullen" (adress Sjötullsbacken 22), "Stora Sjötullen 2" (adress Sjötullsbacken 27) och "Stora Sjötullen 3" (adress Blockhusringen 35). Byggnaderna för Stora Sjötullen är numera ett statligt byggnadsminne och används idag som privatbostäder som ägs och hyrs ut av Djurgårdsförvaltningen.

## Stora Sjötullen

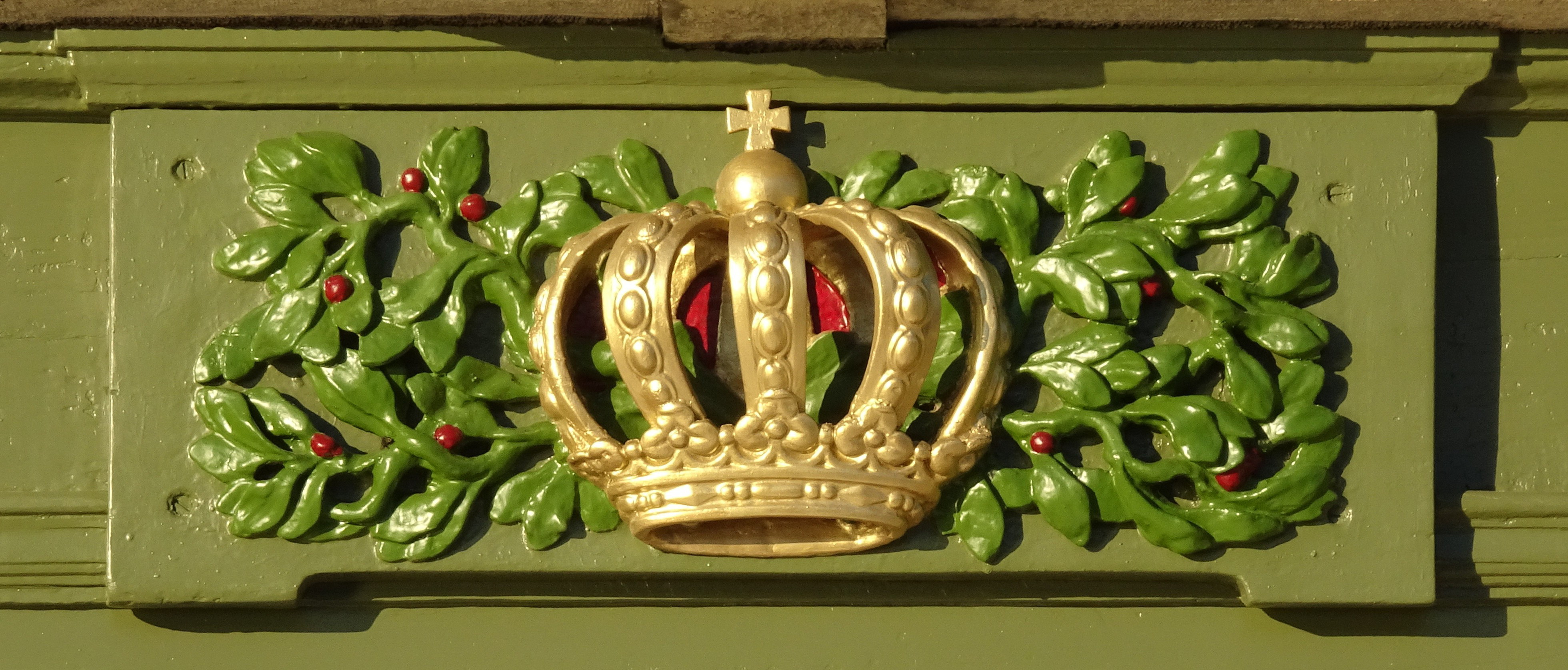
Kronan över porten till Stora Sjötullen.

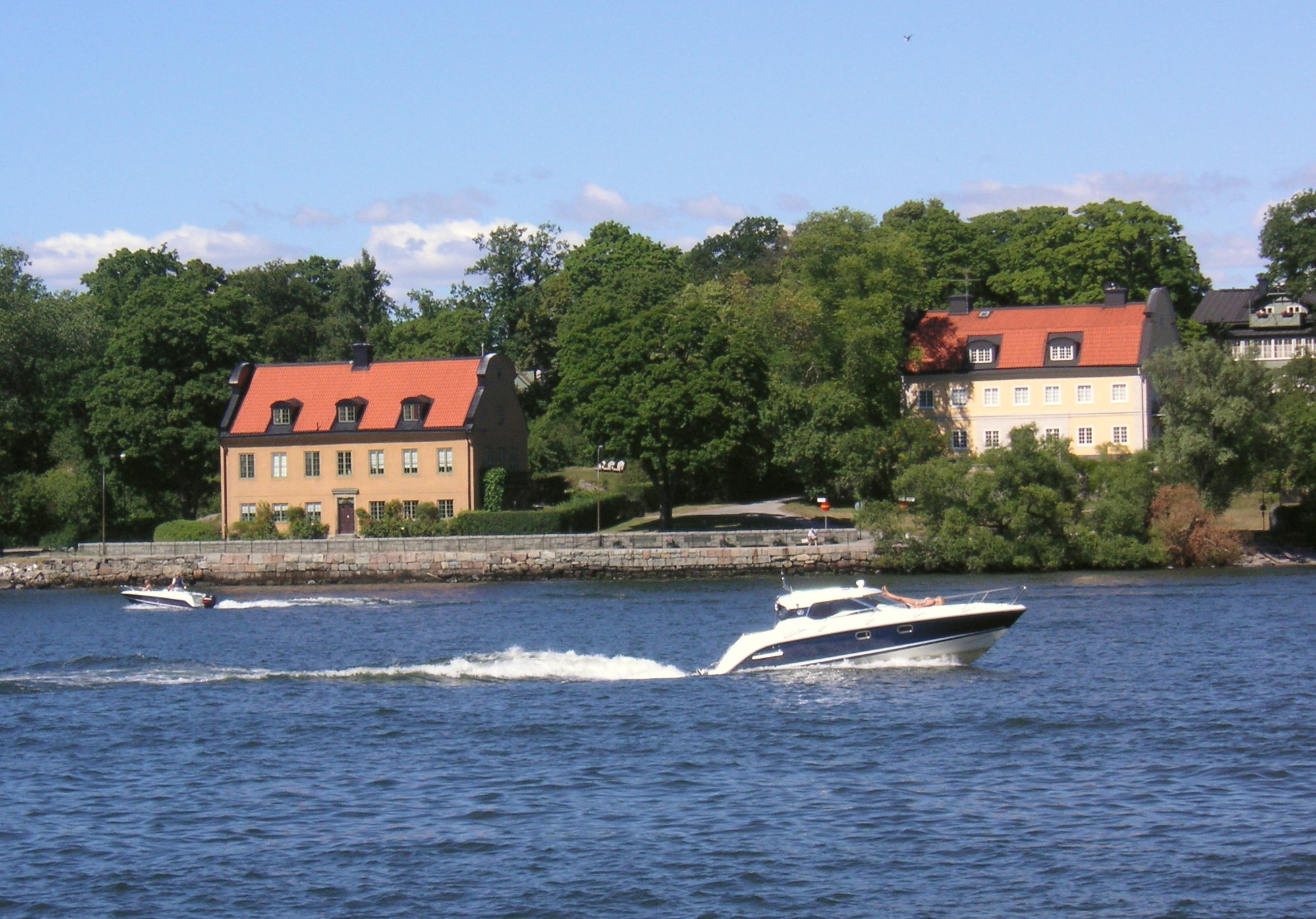
"Sjötullen" (t.v.) och "Sjötullen 2" (t.h.)

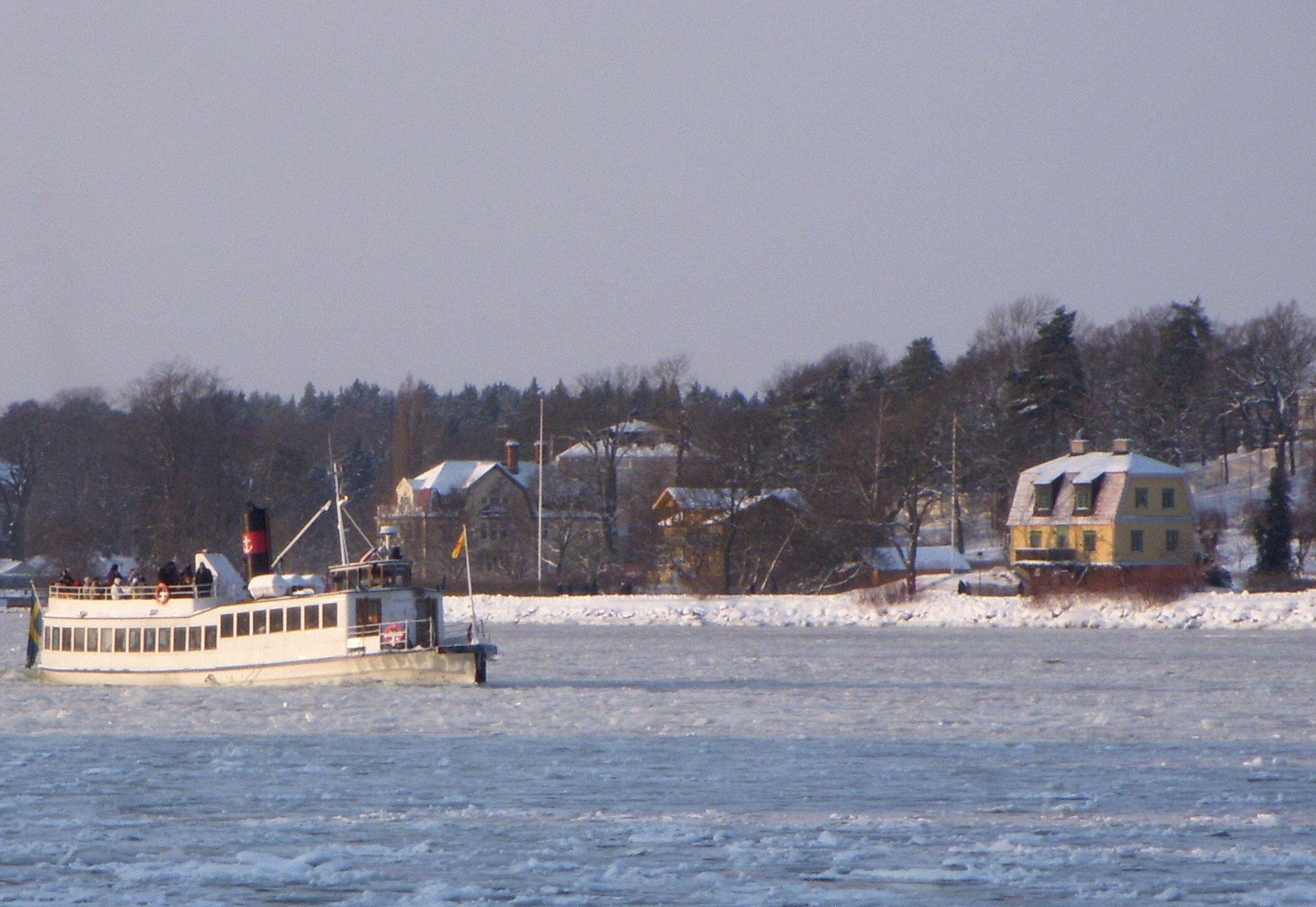
"Stora Sjötullen 3" (Sjöstugan) längst till höger

Det första tullhuset tillkom 1622, förmodligen på husgrunden av Gustav Vasas blockhus, som givit Blockhusudden dess namn. På den tiden var segelleden avspärrad med en dubbel rad av bommar mellan Blockhusudden och dagens Nacka strand. Innan dess fanns tullstationer i Vaxholm och Baggensstäket. Tullhuset förstördes vid en brand i mitten av 1720-talet. 
År 1727 uppfördes den nuvarande byggnaden efter ritningar av stadsarkitekten Johan Eberhard Carlberg. Huset har två våningar och tullens expedition låg på bottenvåningen, medan tullinspektorens bostad fanns på övervåningen. Den siste tullinspektorn var Carl Magnus Ekbohrn. Han tillträdde tjänsten 1856 och innehade den till sin död 1881, då upphörde även tullverksamheten.

## Stora Sjötullen 2
I början av 1760-talet byggdes ytterligare ett tullhus snett bakom Stora sjötullen. Huset var hamninspektorns bostad och kallades Stora sjötullen 2. Även detta hus hade Carlberg som arkitekt och en viss släktskap i exteriören mellan dessa båda byggnader kan lätt anas. Byggnadens höga gavlar tillkom dock först 1904 unter ledning av arkitekt Isak Gustaf Clason. I början av 1900-talet bodde publicisten Otto Järte och hans maka i husets övre våning. 

## Stora Sjötullen 3
Till de ursprungliga tullbyggnaderna räknas även "Stora Sjötullen 3" som ligger några hundratals meter väster om huvudbyggnaden. Huset som kallas även "Sjöstugan" byggdes som ett komplement till tullstationen. Från mitten av 1700-talet till slutet av 1800-talet var det en krog och ett brygghus, där sjöfarare kunde få förfriskningar, då de tvingades stanna för tullvisitation. Ursprungligen låg byggnaden längre österut, nedanför "Stora Sjötullen 2". År 1905 revs huset och återuppfördes på dess nuvarande plats. I Sjöstugan bodde bland annat Stockholms-Tidningens chefredaktör Börje Brilioth på 1930-talets slut och dåvarande borgmästaren i Stockholm Gunnar Fant.